# Vinogradi, Žitara vas
Vinogradi (nemško Weinberg) je naselje v Občini Žitara vas v Okraju Velikovec na Koroškem v Avstriji.